# 臺灣鑛業株式會社
臺灣鑛業株式會社為1923年由日本鑛業株式會社所成立的礦業公司，本社位於瑞芳街金瓜石，主要從事金瓜石的採礦事業，其在新竹州、臺南州和花蓮港廳亦有從事油氣和礦產開採活動。臺灣鑛業在1939年4月併入日本鑛業，原台北出張所改為日本鑛業臺灣支所。

## 介紹
金瓜石地區的採礦權最早在1897年由具釜石鑛山開採經驗的田中長兵衛（田中組）取得，其將金瓜石所產的金銅礦經海運運至日本九州，由「日本礦業株式會社」經營之製煉所煉製。1920年，田中組因經營不佳，由「田中礦業株式會社」所收購 。1925年，由後宮信太郎買下經營權，成立「金瓜石鑛山株式會社」。經多年開採後，金瓜石礦砂品質逐漸下降，故有必要汰換設備，但因金瓜石鑛山株式會社資本額有限，遂在日本鑛業株式會社的接洽下，於1933年由日本鑛業將其買下。
日本鑛業株式會社於1933年4月收買金瓜石鑛山株式會社後，其在臺灣的事業於同年11月更名為「臺灣鑛業株式會社」，社長為伊藤文吉。之後積極在金瓜石進行增產計畫，並調查全台的礦產調查，包含新設蕨鑛山探礦出張所，以及位於臺東廳的姑子律鑛山出張所開設計畫。其在金瓜石其積極從事機械化開採，並建設當時亞洲最大的新選礦場，和全泥浮游式選礦場和青化煉製廠，其中則包含了水湳洞選煉廠。在油氣資源方面，自1934年2月開始試掘位於新竹州的油田，在竹東街下公館設有工廠和事務所。礦區包含竹東街員崠子的竹東油業所、公館庄出礦坑的出礦坑鑛山，和造橋庄赤崎子的錦水鑛山。1939年4月，臺灣礦業併入日本鑛業。1944年，因戰事紛擾且海運困難，金瓜石礦區全面停工。

## 竹東油業所

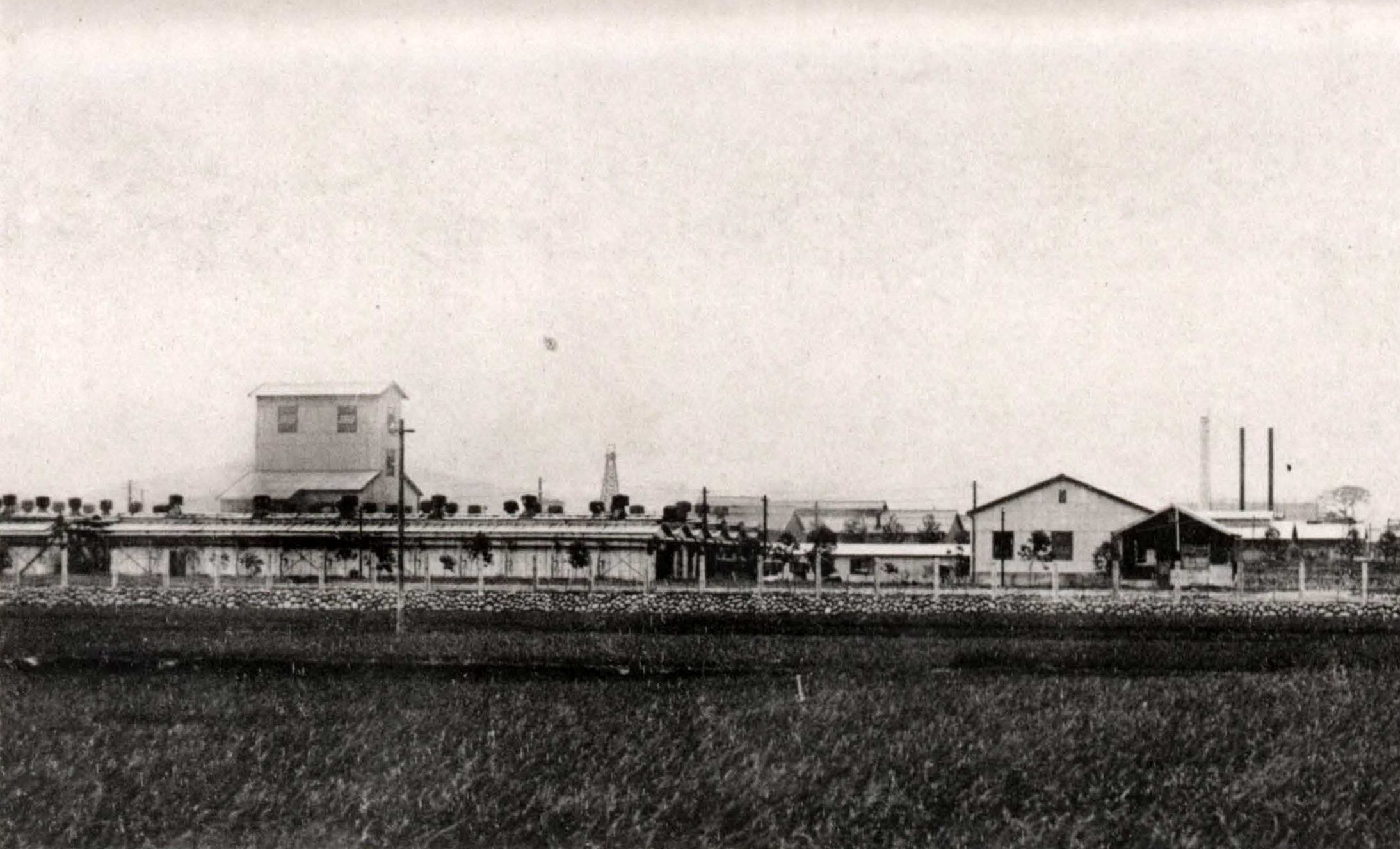
臺灣鑛業株式會社竹東油業所

臺灣鑛業在下公館設有事務所、木工廠、鐵工廠、發電所、附屬試驗所等設施，在下公館與員崠子的礦區之間設有職員和礦工的社宅、合宿所和礦工教習所，計畫可容納兩千人。住了住宅機能，還提供了日常用品的販賣所、共同育場、理髮場、診療所、職員俱樂部和山神社。

### 員崠子山神社
員崠子山神社建立於1935年8月15日，供奉臺灣神社和彌彥神社的神祇。其原址現位於員崠國小內，仍存有石燈籠與參道。

## 事業位置一覽
| 名稱             | 位置                                      |
| ---------------- | ----------------------------------------- |
| 臺灣鑛業本社     | 臺北州基隆郡瑞芳庄金瓜石25番地            |
| 基隆荷扱所       | 臺北州基隆市日新町四丁目10番地            |
| 台北出張所       | 臺北州臺北市明石町二丁目3番地             |
| 竹東油業所       | 新竹州竹東郡竹東街下公館132番地           |
| 湖口油業出張所   | 新竹州新竹郡湖口庄                        |
| 凍子腳油業出張所 | 臺南州嘉義郡中埔庄凍子腳                  |
| 九層林油業出張所 | 臺南州新化郡玉井庄九層林175               |
| 蕨鑛山採鑛出張所 | 花蓮港廳玉里支廳カシバナン社 (喀西帕南社) |
| 瑞穗鑛山出張所   | 花蓮港廳鳳林支廳瑞穗區奇巒                |